# A. S. Byattová
Antonia Susan Duffyová DBE, rozená Drabbleová, známá pod uměleckou značkou A. S. Byattová (24. srpna 1936 Sheffield – 16. listopadu 2023 Londýn) byla anglická spisovatelka a literární teoretička. Proslavila se zejména románem Posedlost (Possession: A Romance, 1990), za nějž získala Man Bookerovu cenu. Román byl roku 2002 zfilmován. Ve stejném roce vyšel česky.  Česky vyšla ještě její sbírka povídek Matissova poselství, roku 2005.
Vystudovala na univerzitě v Cambridge (Bryn Mawr College) a v Oxfordu (Somerville College).  Roku 1964 vydala svůj první román, Stín slunce, o vztahu dcery vyrůstající pod vlivem dominantního otce. Od roku 1972 vyučovala angličtinu a americkou literaturu na University College London. Akademickou půdu opustila roku 1983, aby se stala spisovatelkou na plný úvazek.
Píše i literárněvědné studie, dvě věnovala Iris Murdochové. Svou publicistiku publikuje zejména v literární příloze Timesů, v deníku The Independent a v týdeníku Sunday Times. Často též spolupracuje s BBC.
Roku 1999 byla uvedena do šlechtického stavu. Její sestra Margaret Drabbleová je rovněž známou spisovatelkou.
Zemřela 16. listopadu 2023 ve svém domě v Londýně ve věku 87 let.